# دوقية غاسكونيا
دوقية غاسكونيا أو دوقية فاسكونيا  كانت دوقية تقع في جنوب غرب فرنسا وشمال شرق إسبانيا حاليًا، وهي المنطقة التي تضم منطقة غاسكونيا الحديثة. دوقية غاسكونيا، المعروفة آنذاك باسم واسكونيا، كانت في الأصل تخم فرنجي تشكل للسيطرة على الباسك، إلا أن الدوقية مرت بفترات مختلفة، من سنواتها الأولى مع عنصرها الباسكي المميز إلى الاندماج في اتحاد شخصي مع دوقية أقطانية إلى الفترة اللاحقة كتبعية لملوك بلانتاجنت في إنجلترا .
في حرب المائة عام، استولى شارل الخامس ملك فرنسا على معظم غاسكونيا بحلول عام 1380، وتم دمجها في مملكة فرنسا بالكامل وفي عهد شارل السابع ملك فرنسا عام 1453، وأصبح الجزء المقابل داخل شبه الجزيرة الأيبيرية مملكة نبرة .

### الاستشهادات
1. ↑  "The Duchy of Vasconia" kondaira.net/eng نسخة محفوظة 2024-03-16 at Archive.is
2. ↑  (بالفرنسية: Duché de Vasconie); (بالبشكنشية: Baskoniako Dukerria); (بالقسطانية: Ducat de Gasconha)

## روابط خارجية
- موسوعة أوناميندي: دوكادو دي فاسكونيا .
- سيديسياس، جواو. تاريخ اللغة الاسبانية .